# Axioma de Fano
En geometría sintética, el axioma de Fano es una condición de incidencia que se establece tanto para el plano afín como para el plano proyectivo. Lleva el nombre del matemático italiano Gino Fano (1871-1952). En planos afines o proyectivos sobre un anillo de división o un cuerpo {\displaystyle K}, el axioma de Fano se cumple si y solo si la característica de {\displaystyle K} es distinta de 2. Curiosamente, el plano de Fano, que es el modelo mínimo de un plano proyectivo, no satisface el axioma.

## Axioma de Fano afín

Axioma de Fano afín: en el paralelogramo, las diagonales y se cruzan en un punto. El axioma permite asignar puntos centrales a una distancia

Un plano afín {\displaystyle {\mathcal {A}}} satisface el axioma de Fano si se cumple (véase la figura de la derecha):
- “En todo paralelogramo no degenerado las diagonales se cortan”. O equivalentemente:
- “En ningún paralelogramo no degenerado las diagonales son paralelas”.

Con más detalle y de manera más formal, el axioma es el siguiente: Si {\displaystyle P_{1},P_{2},P_{3},P_{4}} son puntos en el plano afín {\displaystyle A}, de los cuales no hay tres que estén en línea recta, entonces se aplica lo siguiente:
De {\displaystyle P_{1}P_{2}\parallel P_{3}P_{4}} y {\displaystyle P_{2}P_{3}\parallel P_{4}P_{1}} se sigue que {\displaystyle P_{1}P_{3}\not \parallel P_{2}P_{4}}.
Para una transformación afín, las siguientes afirmaciones son equivalentes al axioma de Fano:
- Ninguna traslación tiene orden 2, es decir, para cada traslación {\displaystyle \tau } tal que {\displaystyle \tau \circ \tau =\operatorname {Id} _{A}}, se deduce que {\displaystyle \tau =\operatorname {Id} _{\mathcal {A}}}.
- El cuerpo oblicuo {\displaystyle S} de los endomorfismos fieles al camino del grupo de traslación tiene una característica que es diferente de 2.

Para cualquier plano afín, la primera de estas afirmaciones se deriva del axioma de Fano.
Para cada plano de traslación afín se aplica una de las dos sentencias siguientes:
1. O las diagonales en cada paralelogramo no degenerado son paralelas, o
2. en cada paralelogramo no degenerado las diagonales se cruzan.

En el primer caso, cada traslación no idéntica tiene el orden {\displaystyle p=2}, en el segundo caso todas las traslaciones no idénticas también tienen el mismo orden, que es un número primo impar {\displaystyle p} o infinito. Entonces, se establece que {\displaystyle p=0}. En todos estos casos, {\displaystyle p} es también la característica del cuerpo oblicuo {\displaystyle S} descrito anteriormente.

### Puntos centrales de una recta
En un plano afín que satisface el axioma de Fano, se pueden asignar puntos centrales {\displaystyle (P_{1},P_{2})\in {\mathcal {A}}^{2}} a un segmento de línea {\displaystyle M}:
1. Si {\displaystyle P_{1}=P_{2}} lo es, se define {\displaystyle M=P_{1}} y se denomina a {\displaystyle M=P_{1}} el "punto medio del camino {\displaystyle (P_{1},P_{2})}".
2. Si es {\displaystyle P_{1}\neq P_{2}}, se elige cualquier punto {\displaystyle P_{3}} fuera de la línea {\displaystyle P_{1}P_{2}} y se completa para formar un paralelogramo no degenerado {\displaystyle P_{1}P_{2}P_{3}P_{4}}. El paralelo a {\displaystyle P_{1}P_{4}} que pasa por la intersección diagonal {\displaystyle D} corta a {\displaystyle P_{1}P_{2}} en un punto {\displaystyle M}. Todos los puntos {\displaystyle M} que se pueden construir de esta manera (con puntos auxiliares cambiantes {\displaystyle P_{3}}) se denominan "puntos centrales de la línea {\displaystyle (P_{1},P_{2})}".

### Punto de reflexión
Una colineación {\displaystyle \delta } en un plano afín de Fano se llama reflexión si existe un punto {\displaystyle Z} que es un punto medio para cada enlace {\displaystyle (P,\delta (P))}.
- En general, no tiene que haber un punto de reflexión en {\displaystyle Z\in {\mathcal {A}}} para ningún punto {\displaystyle Z}.
- Si existe, el punto de reflexión {\displaystyle \delta } en {\displaystyle Z} está determinado únicamente por {\displaystyle Z}. Entonces, para cualquier distancia arbitrariamente pequeña {\displaystyle (P,\delta (P))}, el punto {\displaystyle Z} es el "único" punto central.
- Cada punto de reflexión es una dilatación, y por tanto, una afinidad, porque su continuación proyectiva es una perspectiva plana. El único punto fijo de afinidad y el centro de la continuación proyectiva es el centro {\displaystyle Z} de cualquier distancia {\displaystyle (P,\delta (P))}.
- Cada punto de reflexión es involutivo.
- En un plano de traslación afín y especialmente en un plano de Desargues, por cada punto {\displaystyle Z\in {\mathcal {A}}} hay un punto de reflexión en {\displaystyle Z}. Es el estiramiento centrado alrededor de {\displaystyle Z} con el factor de estiramiento {\displaystyle -1}.

## Axioma de Fano proyectivo
El axioma de Fano se ha formulado de dos maneras proyectivas, duales y equivalentes entre sí, basadas en un cuadrángulo completo o en un cuadrilátero completo, que a su vez son duales entre sí.

### Cuadrángulo completo

Un cuadrángulo completo. Las cuatro “esquinas” A, B, C, D están marcadas en rojo, los pares de lados opuestos tienen cada uno el mismo color. Los puntos de intersección de los lados opuestos, E, F, G – los “puntos diagonales” – figuran en color gris

Un cuadrángulo completo en un plano proyectivo consta de 4 puntos (las "esquinas" del cuadrángulo) en posición general, es decir, no hay tres de ellos que se encuentren en una línea recta común. Los 6 segmentos rectos que conectan las esquinas se llaman “lados” del cuadrángulo. Dos lados que no pasan por una esquina común se llaman “lados opuestos”.
Un cuadrángulo completo se llama “cuadrángulo anti-Fano” si los puntos de intersección de los lados opuestos se encuentran en una línea recta; en caso contrario, se llama “cuadrángulo de Fano”.
→ Un cuadrángulo completo, entendido como un conjunto ordenado de cuatro puntos, forma una base de puntos proyectiva.

### Axioma de Fano proyectivo
El axioma de Fano proyectivo es:
“Los puntos de intersección de los lados opuestos (puntos diagonales) en cualquier cuadrángulo completo no son colineales.”
Por tanto, el axioma de Fano requiere que todo cuadrángulo completo del plano proyectivo sea un cuadrángulo de Fano. Entonces, el plano proyectivo se llama plano de Fano. Por otro lado, si todo cuadrángulo completo es un cuadrángulo anti-Fano, entonces el plano proyectivo se suele denominar plano anti-Fano.

### Comentarios
Respecto al axioma proyectivo de Fano, debe tenerse en cuenta:
- Hay planos proyectivos que no son de Fano ni tampoco anti-Fano, véase más abajo en este artículo.
- Cada plano proyectivo desarguesiano es un plano de Fano o un plano anti-Fano. En concreto, es un plano anti-Fano si la característica de su cuerpo sesgado de coordenadas es 2, y es un plano de Fano para cualquier otra característica.
- De manera más general, incluso cada plano de Moufang es un plano de Fano o anti-Fano. En este caso, el criterio es: Si {\displaystyle S} es el núcleo {\displaystyle S=\operatorname {Kern} (A)=\lbrace x\in A:\forall a,b\in A\quad x(ab)=(xa)b\rbrace } del cuerpo alternativo de coordenadas {\displaystyle A} del plano, entonces este plano es un plano anti-Fano si la característica de este cuerpo oblicuo es {\displaystyle \operatorname {char} (S)=2}, y un plano de Fano para cualquier otra característica de {\displaystyle S}.
- ¡El plano de Fano es un plano anti-Fano en el sentido axiomático!

### Relaciones proyectivas del axioma afín de Fano
- Al cortar una línea proyectiva o una extensión proyectiva, un plano proyectivo desarguesiano de Fano siempre crea un plano desarguesiano afín que satisface el axioma de Fano afín, y viceversa.
- Al cortar un plano de Moufang en el que se cumple el axioma proyectivo de Fano, siempre surge un plano de traslación afín en el que se cumple el axioma de Fano afín.
- Si la extensión proyectiva de un plano de traslación afín que satisface el axioma de Fano es un plano de Moufang, entonces este plano de Moufang también satisface el axioma de Fano.
- Cortar un plano de Fano proyectivo siempre crea un plano afín que satisface el axioma de Fano afín.

### Cuadrilátero completo
Un cuadrilátero completo en un plano proyectivo consta de 4 rectas (los lados del cuadrilátero) en posición general, es decir, está configurado de forma que tres de ellas no pasan por un punto común. Los 6 puntos de intersección de los lados se llaman “esquinas” del cuadrilátero, y dos esquinas que no están en un lado se llaman “esquinas opuestas” del cuadrilátero.
La forma dual del axioma proyectivo de Fano es: “Las líneas que conectan las esquinas opuestas (diagonales) en cualquier cuadrilátero completo no son concurrentes”.
Se aplica lo siguiente: para cada plano de Fano, su plano dual también es un plano de Fano.
Esto equivale a decir que para cada plano proyectivo el axioma de Fano y el axioma dual de Fano son equivalentes.

## Planos proyectivos con cuadrángulos de Fano y AntiFano y el teorema de Desargues

### Planos finitos
El teorema de Gleason establece que un plano anti-Fano finito es siempre desarguesiano, y por lo tanto, un {\displaystyle \mathbb {P} ^{2}(\mathbb {F} _{q})} sobre un cuerpo finito {\displaystyle \mathbb {F} _{q},q=2^{r},r\geq 1} es:
La generalización del teorema de Desargues en este plano se deriva de la colinealidad de los puntos diagonales de todos los cuadrángulos completos en un plano proyectivo finito.
Donald Knuth dio ejemplos de "semi campos" reales, finitos y de orden par, es decir, cuasicampos, que satisfacen ambas leyes distributivas pero que no son cuerpos alternativos (consúltese el artículo semicuerpo (geometría)), donde se describen dos de estos semicuerpos de orden 16.
Los planos proyectivos sobre todos estos semicuerpos reales “knuthianos” pertenecen a la clase V de Lenz-Barlotti. Según el teorema de Gleason, "no pueden" satisfacer el axioma anti-Fano, ya que no son desarguesianos. Por otro lado, "contienen" el plano de Fano {\displaystyle \mathbb {P} ^{2}(\mathbb {F} _{2})} como subestructura (el cuerpo principal con 2 elementos está contenido en el núcleo del semicuerpo como cuerpo parcial) y, por lo tanto, "también" como cuadriláteros anti-Fano.
Por el contrario, una conjetura de Günter Pickert plantea que: ¡En cada plano no desarguesiano finito existen cuadrángulos de Fano y anti-Fano! Confirmar esta conjetura serviría para demostrar un teorema mucho más débil de Hanna Neumann:
Si p es un número primo y r es un entero positivo, y además se cumple que {\displaystyle r\geq 2}, para el caso en que {\displaystyle p=2}, entonces existe un plano proyectivo finito de orden {\displaystyle q=p^{2r}} en el que se forma tanto un cuadrángulo completo con puntos diagonales colineales, como uno con puntos diagonales no colineales.
Los planos hallados por Pickert para la demostración están construidos sobre cuasicuerpos reales coordenados de orden {\displaystyle q=p^{2r}}. Esto significa que estos planos y los planos de Knuth mencionados anteriormente pueden rasgarse de tal manera que se cree un plano de traslación afín de orden q. En este "plano afín" se aplica que:
1. Las diagonales de todo paralelogramo no degenerado son paralelas, o bien
2. Las diagonales de cada paralelogramo no degenerado se cortan entre sí.

El primer caso ocurre si y solo si {\displaystyle p=2}, el segundo si p es impar. Por lo tanto, esta prueba demuestra al mismo tiempo que incluso para planos de "traslación" afines, la validez del axioma correspondiente en el cierre proyectivo no puede concluirse a partir de la validez del “axioma anti-Fano” afín o del axioma de Fano afín en general.

### Cualquier plano
Pickert reemplaza el requisito de finitud del teorema de Gleason por un requisito de transitividad. De esta manera, demuestra que: “Existen tres puntos no colineales {\displaystyle O,U,V}, de modo que el plano {\displaystyle (OU,V)}- y {\displaystyle (OV,U)}- es transitivo, y si los puntos diagonales en cada cuadrángulo completo de este plano son colineales, entonces el plano es desarguesiano."

## Significado
- La importancia del axioma de Fano para la geometría afín elemental es obvia: en cualquier plano la validez del axioma de Fano es "necesaria", y en los planos de Desargues también es "suficiente" por el hecho de que en dos puntos diferentes exista un centro. Sin el axioma de Fano no son definibles elementos como bisectrices, medianas, ni reflexiones de puntos.
- Su utilidad es algo menos obvia cuando se trabaja con formas cuadráticas.
- Si se hace la suposición general, como sucede a menudo en álgebra lineal, de que la característica de los cuerpos de coordenadas considerados no es 2, también se evitan algunos casos especiales que solo ocurren en geometrías afines con 2 puntos en cada línea (véase colineación) o solo se producen en el modelo mínimo de geometría proyectiva (véase plano de Fano), pero no directamente por las características del cuerpo, sino por la pequeñez de los modelos.